# 高山市立北稜中学校
高山市立北稜中学校 （たかやましりつ ほくりょうちゅうがっこう）は岐阜県高山市にある公立中学校。
校区は高山市上宝町全域、奥飛騨温泉郷全域であり、旧・吉城郡上宝村に該当。本郷小学校、栃尾小学校の児童が進学する。

## 沿革
北稜中学校は2004年に本郷中学校と栃尾中学校を統合し、新設された中学校である。
- 2004年（平成16年）4月 - 本郷中学校と栃尾中学校を統合し、新たに上宝村立北稜中学校として開校。校舎は旧・本郷中学校のものを使用。
- 2005年（平成17年）2月1日 - 上宝村が高山市に編入される。同時に高山市立北稜中学校に改称する。
- 2012年（平成24年） - 現在の校舎（木造）が完成。

## 備考
校名は公募によって一旦は「北アルプス中学校」に決定したものの、生徒から「略称が『アル中』となりイメージが悪い」と反発が多く出たため、生徒の意見を尊重する形で「北稜中学校」に決定している。